# Beaverhead County
Beaverhead County ist ein County im Bundesstaat Montana der Vereinigten Staaten. Es wurde im Jahr 1864 gegründet. Der Verwaltungssitz (County Seat) ist Dillon, die größte und bedeutendste Stadt im County.

## Geographie
Der Bundesbehörde United States Census Bureau zufolge hat das County eine Gesamtfläche von 14.432 Quadratkilometern, wovon 77 Quadratkilometer (0,53 Prozent) auf Wasserflächen entfallen. Somit ist flächenmäßig größte County in Montana.
Das County grenzt im Uhrzeigersinn an folgende Countys: Deer Lodge County, Silver Bow County, Madison County, Fremont County, 
Clark County, Lemhi County und Ravalli County.

## Geschichte
Im Beaverhead County liegt ein National Battlefield, das Big Hole National Battlefield. Zwei Orte haben den Status einer National Historic Landmark, die Geisterstadt Bannack und der Lemhi Pass. 18 Bauwerke und Stätten des Countys sind insgesamt im National Register of Historic Places eingetragen (Stand 7. Februar 2018).

## Demografische Daten

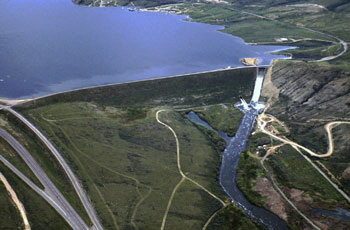
Der Clark Canyon Dam

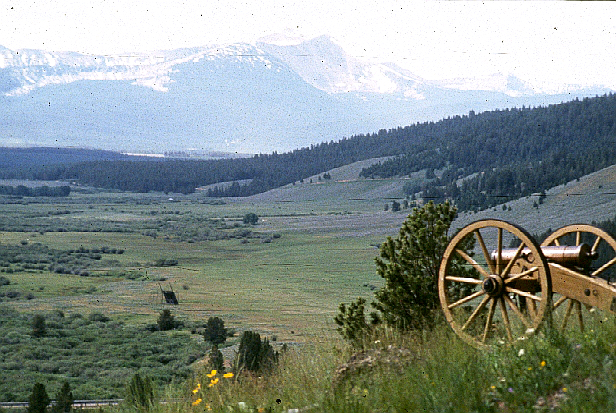
Das Big Hole National Battlefield, gelistet im NRHP Nr. 66000427

Nach der Volkszählung im Jahr 2000 lebten im County 9.202 Menschen. Es gab 3.684 Haushalte und 2.354 Familien. Die Bevölkerungsdichte betrug 1 Einwohner pro Quadratkilometer. Ethnisch betrachtet setzte sich die Bevölkerung zusammen aus 95,86 % Weißen, 0,18 % Afroamerikanern, 1,46 % amerikanischen Ureinwohnern, 0,18 % Asiaten, 0,04 % Bewohnern aus dem pazifischen Inselraum und 1,09 % aus anderen ethnischen Gruppen; 1,18 % stammten von zwei oder mehr ethnischen Gruppen ab. 2,67 % der Bevölkerung waren spanischer oder lateinamerikanischer Abstammung.
Von den 3.684 Haushalten hatten 30,10 % Kinder und Jugendliche unter 18 Jahre, die bei ihnen lebten. 54,80 % waren verheiratete, zusammenlebende Paare, 6,20 % waren allein erziehende Mütter. 36,10 % waren keine Familien. 29,70 % waren Singlehaushalte und in 11,00 % lebten Menschen im Alter von 65 Jahren oder darüber. Die Durchschnittshaushaltsgröße betrug 2,36 und die durchschnittliche Familiengröße lag bei 2,95 Personen.
Auf das gesamte County bezogen setzte sich die Bevölkerung zusammen aus 24,60 % Einwohnern unter 18 Jahren, 11,90 % zwischen 18 und 24 Jahren, 25,10 % zwischen 25 und 44 Jahren, 24,90 % zwischen 45 und 64 Jahren und 13,60 % waren 65 Jahre alt oder darüber. Das Durchschnittsalter betrug 38 Jahre. Auf 100 weibliche Personen kamen 105,00 männliche Personen, auf 100 Frauen im Alter ab 18 Jahren kamen statistisch 102,50 Männer.

Das jährliche Durchschnittseinkommen eines Haushalts betrug 28.962 USD, das Durchschnittseinkommen der Familien betrug 38.971 USD. Männer hatten ein Durchschnittseinkommen von 26.162 USD, Frauen 18.115 USD. Das Prokopfeinkommen betrug 15.621 USD. 17,10 % der Bevölkerung und 12,80 % der Familien lebten unterhalb der Armutsgrenze. 20,30 % davon waren unter 18 Jahre und 12,20 % waren 65 Jahre oder älter.

## Orte im Beaverhead County
Im Beaverhead County liegen zwei Gemeinden, davon eine City und eine Town. Zu Statistikzwecken führt das U.S. Census Bureau einen Census-designated place, der dem County unterstellt ist und keine Selbstverwaltung besitzt. Dieser ist wie die Unincorporated Communities gemeindefreies Gebiet.
| City - Dillon | Town - Lima |

Census-designated places (CDP)
| - Wisdom |

andere Unincorporated Communities
| - Armstead - Bannack - Dell - Glen - Hecla | - Jackson - Lakeview - Monida - Polaris - Wise River |

## Schutzgebiete
| - Bannack State Park - Beaverhead National Forest | - Big Hole National Battlefield - Nez Perce National Historical Park | - Red Rock Lakes Wilderness - Red Rock Lakes National Wildlife Refuge |